# Выборы по жребию
Вы́боры по жре́бию — процедура решения какого-либо вопроса с помощью жребия, условного предмета, случайно выбираемого из множества других. По мнению ряда учёных[кого?] — наиболее демократичная форма выборов, позволявшая эффективно избегать коррупции и злоупотреблений. Они существовали в прошлом у некоторых народов, но наибольшую известность получили выборы по жребию, применяемые в демократическом устройстве древних Афин.

## История

### В Древней Греции
В Афинах классического периода (V век до н. э.) большинство должностных лиц и члены коллегиальных органов управления выбирались путём жребия. Обычно выбор производился с помощью бобов. В один сосуд клали соответствующее количество черных и белых бобов, а в другой — имена кандидатов. Выемка из сосудов производилась одновременно. Белый боб означал, что кандидат избран. Древние греки считали, что таким образом проявляется воля богов. Однако, кроме сакрального смысла, они осознавали и практическую ценность данного метода, который сводил на нет усилия кандидатов, которые в современных терминах можно назвать «предвыборными технологиями» и которые в то время осуждались как антиобщественные. Выборы по жребию могли ограничиваться гражданами определённого имущественного ценза или проводиться среди кандидатур, выбранных прямым голосованием.
В период расцвета греческой демократии по жребию выбирались:
- 500 членов буле, ежедневно собирающегося городского собрания (по 50 от каждой филы)
- Эпистат — ежедневно выбираемое по жребию руководство пританов
- Архонты — жребий среди избранных
- Магистратуры правосудия
  - Одиннадцать — полиция
  - Судьи демов
  - Эйсагогесты — возбуждение тяжбы в суде
  - Наутолики — тяжбы крупных предпринимателей
- Финансовые магистратуры
  - Казначеи — финансы храмов
  - Аподекты — сборщики финансов
  - Полеты — продажа с торгов
  - Практоры — штрафы
  - Логисты — ревизия отчетов
- Магистратуры «коммунального хозяйства»
  - Астиномы — чистота и порядок на улицах
  - Ходопои — дорожные работы
- Магистратуры культа
  - Иеротопы — распоряжение жертвоприношениями

Можно сравнить этот список со списком должностей, на которые выбирали путём голосования:
- Казначей администрации
- Элленотамы — заведование федеральной казной
- Эпимелеты водоснабжения
- Атлогеты — устроители Панафиней
- Эпимелеты процессий
- Эпимелеты мистерий
- Эпимелеты Элевсина
- Адмиралтейский архитектор
- Софронисты — воспитатели юношей
- Стратеги — командующие и дипломаты
- Таксиархи — командиры гоплитов
- Филархи — командиры эскадронов
- Гиппарх — начальник кавалерии

### В современный период
- В 2010 одного из депутатов Качугской районной думы выбрали из двух кандидатов, набравших одинаковое количество голосов (215), с помощью жеребьёвки[4].
- В 2008 во французском городе Лилле из тысячи жителей выбрали сто советников мэра[5].
- В том же году мэр австралийского города Уинтон был выбран с помощью жребия из двух кандидатов, набравших по 423 голоса[6].

## В религии

### В христианстве
Во времена Нового Завета апостолы использовали жребий, когда вместо Иуды-предателя выбирали другого ученика, который должен был его заменить на поприще апостольской проповеди. Этому действию предшествовала молитва.
И поставили двоих: Иосифа, называемого Варсавою, который прозван Иустом, и Матфия; и помолились и сказали: Ты, Господи, Сердцеведец всех, покажи из сих двоих одного, которого Ты избрал принять жребий сего служения и Апостольства, от которого отпал Иуда, чтобы идти в свое место. И бросили о них жребий, и выпал жребий Матфию, и он сопричислен к одиннадцати Апостолам.(Деян.1:23-26)
Иногда жребий используется епископами при выборе патриархов.

### В буддизме
Избрание Далай-лам и Богдо-гэгэнов из нескольких мальчиков-кандидатов происходило с помощью жребия.